# 518 pr. n. št.

## Rojstva
- Kserkses I., kralj Perzije in Medije († 465  pr. n. št.)